# ArenaBowl XXI
Match précédent Match suivant
L'ArenaBowl XXI est le match de championnat 2007 de l'Arena Football League et est joué à la New Orleans Arena de La Nouvelle-Orléans, en Louisiane, le dimanche 29 juillet 2007. Il s’agit du troisième match pour le titre en site neutre dans l’histoire de la ligue et du premier à se dérouler dans l’État de Louisiane. ArenaBowl XXI oppose les Destroyers de Columbus de la conférence nationale aux SaberCats de San José de la conférence américaine.

## Sommaire du match
Les SaberCats de San José remportent leur troisième titre en six saisons, 55 à 33 contre les Destroyers de Columbus. Le quarterback de San José, Mark Grieb, est nommé MVP de l’ArenaBowl pour sa performance de 24 passes complétées sur 29, 218 yards et quatre touchdowns.
La défense des SaberCats a été en mesure de faire pression sur Columbus pour obtenir deux turnovers coûteux, Clevan Thomas et Omarr Smith ayant tous deux intercepté pour San José. Les SaberCats n'ont pas de turn-over dans le match. Avec cette victoire, l'entraîneur-chef de San Jose, Darren Arbet, rejoint Tim Marcum en tant que seul entraîneur-chef de l'histoire de la AFL à remporter au moins trois ArenaBowls.
San Jose obtient le premier arrêt défensif du match à mi-parcours du deuxième quart-temps à la suite d'une interception de Thomas sur la balle lancée par le QB Matt Nagy des Destroyers. Williams entre ensuite en jeu en attaque et capte une passe de 1 yard de Grieb pour donner aux SaberCats une avance de 27-14 que l'équipe maintient en deuxième mi-temps. Après avoir été dominé par Columbus 13-7 au troisième quart-temps, l'offensive de San José trouve le rythme au quatrième quart-temps avec 21 points pour clore le match.
Au quatrième quart-temps, San José marque sur des touchdowns au sol par James Roe et Brian Johnson, donnant à l’équipe trois touchdowns à la course au total pour la nuit. Columbus, qui a mené la ligue en yards à la course durant la saison régulière, ne réussit qu’un seul touchdown au sol en seulement 11 yards, alors que San José en a 13. Les 17 056 spectateurs annoncés ont établi un record AFL pour le plus grand nombre de spectateurs à un match disputé sur un site neutre.

## Évolution du score
| Temps           | Description des actions                                                      | Score SJ-CO | Score SJ-CO |
| --------------- | ---------------------------------------------------------------------------- | ----------- | ----------- |
| 1er Quart-temps |                                                                              |             |             |
| 11:09           | Td de 4 yards à la course par Johnson (PAT de Haglund)                       |             | 7-0         |
| 06:33           | Td de 1 yard à la course par Wells (PAT de Martinez)                         | Égalité     | 7-7         |
| 03:11           | TD de 7 yards de Roe suite d'une passe de Grieb (PAT de Haglund)             |             | 14-7        |
| 2e Quart-temps  |                                                                              |             |             |
| 10:03           | TD de 1 yard de Hilliard suite d'une passe de Nagy (PAT de Martinez)         | Égalité     | 14-14       |
| 09:06           | Kickoff retourné pour 56 yards par George (PATmanqué de Haglund)             |             | 20-14       |
| 03:01           | TD de 1 yard de Williams III suite d'une passe de Grieb (PAT de Haglund)     |             | 27-14       |
| 3e Quart-temps  |                                                                              |             |             |
| 08:09           | TD de 3 yards de Magner suite d'une passe de Nagy (PAT de Martinez)          |             | 27-21       |
| 03:06           | TD de 4 yards de Nelson suite d'une passe de Grieb (PAT de Haglund)          |             | 34-21       |
| 00:00           | TD de 39 yards de Groce suite d'une passe de Nagy (PAT manqué de Martinez)   |             | 34-27       |
| 4e Quart-temps  |                                                                              |             |             |
| 10:28           | Td de 1 yard à la course par Glover (PAT de Haglund)                         |             | 41-27       |
| 06:05           | TD de 20 yards de Roe suite d'une passe de Grieb (PAT de Haglund)            |             | 48-27       |
| 01:00           | TD de 8 yards de Saunders suite d'une passe de Nagy (PAT manqué de Martinez) |             | 48-33       |
| 00:38           | Td de 4 yards à la course par Johnson (PAT de Haglund)                       |             | 55-33       |

## Équipes en présence
| Joueur          | Position  | Université           |
| --------------- | --------- | -------------------- |
| BJ Barre        | WR/DB     | Ohio State           |
| Jerald Brown    | DB        | Glenville State (WV) |
| Josh Bush       | WR/DB     | Western Michigan     |
| Scott Dreisbach | QB        | Michigan             |
| Howard Duncan   | OL/DL     | Oklahoma             |
| Anthony Floyd   | DB        | Louisville           |
| Rober' Freeman  | DB        | Clark Atlanta (GA)   |
| Brad Greetis    | FB        | California Lutheran  |
| Damien Groce    | WR        | Iowa State           |
| Josh Harris     | QB        | Bowling Green        |
| Brandon Hefflin | DB        | Toledo               |
| Jason Hilliard  | T         | Louisville           |
| Chris Jahnke    | OL        | Indiana              |
| Ken Jones       | OL/DL     | South Carolina State |
| Kelvin Kinney   | DE        | Virginia St.         |
| Marcus Knight   | WR        | Michigan             |
| Ken Kocher      | DL        | UCLA                 |
| Darcey Levy     | WR        | Pittsburgh           |
| Tony Locke      | WR        | Ohio State           |
| Cole Magner     | WR        | Bowling Green        |
| Peter Martinez  | K         | Western Kentucky     |
| Matt Nagy       | QB        | Delaware             |
| Jarald Night    | WR        |                      |
| Will Rabatin    | OL        | Louisville           |
| Bernard Riley   | DL        | Southern California  |
| David Saunders  | WR/LB     | West Virginia        |
| Jason Shelley   | WR/LB, WR | Central State (OH)   |
| Freddie Solomon | WR        | South Carolina St.   |
| Michale Spicer  | DL, DE    | Western Carolina     |
| Leroy Thompson  | LB        | Delaware             |
| Harold Wells    | FB        | Gardner-Webb         |

| Joueur            | Position   | Université               |
| ----------------- | ---------- | ------------------------ |
| Patrick Afif      | OL, OT, OT | Washington State         |
| Marquis Floyd     | DB         | West Georgia             |
| Julius Gant       | OL/DL      | Middle Tennessee State   |
| Jason Geathers    | WR/LB      | Miami (FL)               |
| Trestin George    | DB         | San Jose State           |
| Phil Glover       | LB         | Washington St.           |
| Mark Grieb        | QB         | California - Davis       |
| AJ Haglund        | K          | Central Oklahoma State   |
| Alan Harper       | DT         | Fresno St.               |
| Brian Johnson     | FB, RB     | New Mexico               |
| Ron Jones         | OL/DL      | Southern Mississippi     |
| Matt Kinsinger    | FB         | Slippery Rock (PA)       |
| Jeff Littlejohn   | DL         | Middle Tennessee State   |
| Dan Loney         | OL/DL      | Cal-Poly SLO             |
| Tim Martin        | OL/DL, TE  | Tulsa                    |
| Garrett McIntyre  | LB         | Fresno State             |
| Ben Nelson        | WR         | St. Cloud St.            |
| William Obeng     | OL, OT     | San Jose State           |
| Troy Reddick      | OL/DL      | Auburn                   |
| Chuck Reed        | OL         | Nevada-Las Vegas         |
| James Roe         | WR         | Norfolk St.              |
| Cleannord Saintil | WR/DB      | Middle Tennessee State   |
| Omarr Smith       | DB         | San Jose State           |
| Clevan Thomas     | DB         | Florida State            |
| Steve Watson      | FB/LB      | Southwest Missouri State |
| Craig Whelihan    | QB         | Oregon St.               |
| George Williams   | DT         | North Carolina St.       |
| Todd Williams     | G          | Florida St.              |
| Rodney Wright     | WR         | Fresno State             |

## Statistiques par équipe
| Données                   | Columbus | San José |
| ------------------------- | -------- | -------- |
| 1er Downs                 | 20       | 22       |
| Yards à la course         | 11       | 13       |
| Yards à la passe          | 203      | 218      |
| Fumbles/Perdu             | 0/0      | 1/1      |
| Yards en retour de Fumble | 0        | 0        |
| Pénalités/Yards           | 8/25     | 13/83    |
| Temps de possession       | 35:00    | 25:00    |
| Conversion de 3e Down     | 2/10     | 1/2      |
| Conversion de 4e Down     | 4/4      | 1/1      |